# 六車卓也
六車 卓也（むぐるま たくや、1961年1月16日 - ）は、日本の元プロボクサー。大阪府大阪市旭区出身。元WBA世界バンタム級王者。大阪帝拳所属。スタミナとタフネスが身上の連打型の右ファイターで、「エンドレス・ファイター」の異名を持った。

## 来歴

### プロ入り前
近大附属高校（在学中はラグビーに所属）、近畿大学理工学部卒業。
大学1年の冬休みに大阪帝拳ジムに入門し、アマチュアボクシング3戦2勝1敗を経てプロボクサーとなった。

### フェザー級
1981年4月9日、プロデビュー（2RKO勝ち）。
1981年12月7日、西日本フェザー級新人王獲得。同時に全日本新人王決定戦への出場権も得る。
1982年2月15日、杉谷満に判定勝で全日本フェザー級新人王獲得。

### スーパーバンタム級
その後も無敗で連勝を続け、1983年11月29日には日本スーパーバンタム級王者岩本弘行に4回終了TKO勝ちし、デビューから15連勝で日本スーパーバンタム級タイトルを獲得。
日本王座4度防衛後の1985年3月9日、日本王座を保持したままOPBF東洋太平洋スーパーバンタム級王者崔然甲（韓国)に挑戦したが、12回判定負け（なお、崔とはその後、1986年8月21日にノンタイトル戦で再戦し、2回KO勝ちで雪辱を果たした）。その後、日本王者として防衛回数を7まで伸ばし、1986年12月に王座返上。

### バンタム級
1987年3月29日、ベルナルド・ピニャンゴが返上に伴いアサエル・モラン（パナマ）とWBA世界バンタム級王座決定戦を行い、5回TKO勝ち。27戦目で世界王者に輝く。
1987年5月24日、初防衛戦。1位の朴讃栄（韓国）と対戦し、11回1分26秒TKO負け。2ヵ月弱で世界王座を手放す。
1988年1月17日、世界再挑戦。前年10月に朴を降してWBA世界バンタム級王座を獲得したウィルフレド・バスケス（プエルトリコ）に挑むが、フルラウンドの激闘の末、三者三様の引き分けで世界王座返り咲きならず（この試合を皮切りに、その後、国内ジム所属選手の世界挑戦連続失敗回数が「21」まで伸びる）。

### スーパーバンタム級復帰
1988年10月16日、2階級制覇を目指し、WBA世界スーパーバンタム級王者ファン・ホセ・エストラーダ（メキシコ）に挑むが、11回2分7秒TKO負けを喫し、この試合を最後に現役引退。

### 引退後
現役引退翌年の1989年にスポーツメーカーミズノに入社し、営業で活動、その後肝硬変を患い、ミズノを2013年に退社したものの、2014年2月に3歳下の弟の肝臓の3分の2を移植する手術を受けて順調に回復している。
2012年度から芦屋大学客員教授、2013年度から同大学特任教授に就任し、芦屋学園ボクシング部監督としても活動、芦屋大学ではスポーツマネジメントなどを教えていた。
2018年5月から大阪帝拳のヘッドコーチ（HC）に就任した。

## 人物
トランクスには「MUSHA」とプリントされていた。ムシャ（MUSHA）とは高校時代のラグビー部でのあだ名である。またプロボクサー時代の（MUSHA）は武者との意味もある。
関西ローカルの深夜番組「エンドレスナイト」にて番組をあげて六車応援大作戦を展開していたことから、エンドレスファイターと名づけられた。実際に世界戦では、エンドレスナイト製スポーツタオルをトレーナーやスタッフが使用している。

## 獲得タイトル
- 第15代日本スーパーバンタム級王座（防衛7=返上）
- WBA世界バンタム級王座(防衛0)